# Capilla de Darresham
La capilla de Darresham o iglesia de Astvatsatsin (en armenio, Սուրբ Ասսուածածին Եկեղեցի, literalmente iglesia de la Santa Madre de Dios) es una iglesia armenia del siglo XVII ubicada a orillas del río Aras, en Irán.
Junto con el monasterio de San Tadeo, la villa de San Tadeo, la Capilla 5 (Sandokht), la catedral de San Stepanous, la capilla de Chupan, la capilla de Dzordzor y la villa de Baran, conforma los conjuntos monásticos armenios de Irán que fueron declarados Patrimonio de la Humanidad por la Unesco en el 2008.